# Lily Bienvenu
Lily Bienvenu   (la Haia, 22 d'abril de 1920 - Angoulins, 6 d'abril de 1998) va ser una pianista i compositora francesa.

## Biografia
Alice Hubertine (coneguda com Lily) Bienvenu va néixer el 22 d'abril de 1920 a la Haia, en una família de músics. El seu pare, Marcel Bienvenu, era violinista i la seva mare, Alice Jourdain, pianista.
Lily va començar els seus estudis musicals al Conservatori de Nantes obtenint, als tretze anys, un primer premi de piano. Després es va perfeccionar al Conservatori de París, a la classe de piano de Magda Tagliaferro, i també va estudiar harmonia, composició i història de la música amb Simone Plé-Caussade, Tony Aubin i Norbert Dufourq.
Graduada l'any 1947, va començar la carrera de pianista i va participar en les gires de les Joventuts Musicals de França. Es va convertir en una pianista acompanyant i, a partir dels anys 1970, va ser professora al Conservatori de La Rochelle.
Va morir a Angoulins, a Charente-Maritime, el 6 d'abril de 1998.
Com a compositora, Lily Bienvenu fou autora de nombroses peces que barregen diversos gèneres: peces per a piano, melodies, música de cambra, obres simfòniques amb o sense solistes i música coral amb o sense orquestra.

## Obres
Entre les seves composicions, en destaquem:
- Sonata per a violoncel i piano, dedicada a Maurice Maréchal,[6] estrenada l'any 1949 al Triptyque[7]
- Sonata per a violí i piano, estrenada l'any 1952 al Triptyque[6]
- Mère, cicle de melodies, encàrrec estatal estrenat l'any 1953:[6] versió per a veu i piano estrenada a la Société Nationale de Musique, versió amb orquestra estrenada per l'Orquestra Nacional de França sota la direcció de Désiré-Émile Inghelbrecht el 7 de juliol de 1955[6]
- Wolfgang, Amadeo, sur Mozart, concert per a piano i orquestra amb el nom de Mozart, estrenat per Lily Bienvenu amb l'Orquestra Nacional, sota la direcció d'Inghelbrecht, al Théâtre des Champs-Élysées el 1958[8]
- Les Cinq sens, suite per a piano estrenada l'any 1961 al Triptyque[6]
- Pastorale (inspirada en el nom de Francis Poulenc), per a flauta, violoncel i arpa, dedicada el 1964 al Trio Nordmann[8]
- Cinc cançons franco-belgues, per a quartet vocal, poemes de Maurice Carême inspirats en cançons antigues franceses[6]
- La vague et le géland, conte líric per a solistes, narrador, cors de nens i joves, ones de Martenot i orquestra de cambra, sobre un poema de Maurice Carême.[6] La partitura, estrenada el 13 de maig de 1973 la Maîtrise de Radio France i l'orquestra de cambra de l'ORTF, amb Jeanne Loriod, Georges Jollis i Nicole Binant, sota la direcció de Jacques Jouineau
- Suite dinàmica per a piano, composta entre 1978 i 1980, encàrrec estatal estrenat a Tours el 1990[8]
- Tonalitat blava, per a soprano i quartet de corda, poema de Jean-Michel Maulpoix, estrenat a Rennes el 1997[8]